# Andrea Geurtsen
Andrea Geurtsen, född 13 juni 1979, är en svensk före detta friidrottare och senare skådespelare och sångare. I friidrott tävlade hon för klubben Upsala IF, förutom på 400 meter även i mångkamp. Hon vann två SM-guld på 400 meter åren 1999 och 2000.

## Personliga rekord
| Utomhus - 200 meter – 24,28 (Iowa City, Iowa USA 19 maj 2000) - 400 meter – 53,63 (Malmö 7 augusti 1999) - 800 meter – 2:11,31 (Huddinge 4 juli 1999) - 100 meter häck – 14,75 (Iowa City, Iowa USA 19 maj 2000) - 400 meter häck – 1:01,62 (Madison, Wisconsin, USA 1 maj 1999) - Höjdhopp – 1,70 (Iowa City, Iowa USA 19 maj 2000) - Höjdhopp – 1,65 (Annecy, Frankrike 31 juli 1998) - Längdhopp – 5,92 (Madison, Wisconsin, USA 5 mars 2001) - Kula – 10,60 (Iowa City, Iowa USA 19 maj 2000) - Kula – 9,45 (Annecy, Frankrike 31 juli 1998) - Sjukamp – 5 507 (Iowa City, Iowa USA 20 maj 2000) | Inomhus - Femkamp – 3 818 (Minneapolis, Minnesota USA 26 februarij 2000) |

### Fotnoter
1. 1 2  Wiger 2006, s. 187.
2. ↑  Wiger 2006, s. 239.
3. 1 2 3 4 5 6 7 8 9 10 11  ”Personsida på AllAthletics”. all-athletics.com. Arkiverad från originalet den 27 september 2016. https://web.archive.org/web/20160927110302/http://www.all-athletics.com/node/148292. Läst 26 september 2016.
4. ↑  ”Upplandsprofilen: Andrea Geurtsen”. sverigesradio.se. 24 juli 2013. http://sverigesradio.se/sida/artikel.aspx?programid=114&artikel=5600136. Läst 26 september 2016.
5. ↑  ”Andrea Geurtsens blogg”. andreageurtsen.se. http://www.andreageurtsen.se. Läst 26 september 2016.
6. 1 2 3 4 5  ”Personsida hos IAAF”. iaaf.org. https://www.iaaf.org/athletes/sweden/andrea-geurtsen-134724. Läst 26 september 2016.